# Klas Eriksson
Klas Eriksson (Växjö, 30 juli 1971) is een Zweedse voormalige golfprofessional.
Eriksson was verbonden aan de Växjö Golfklubb. De club is door zijn ouders en grootvader opgericht. Hij is in 2004 getrouwd en heeft twee kinderen.

## Amateur
- 1990: Europees Amateur Kampioenschap

## Professional
Eriksson werd in 1991 professional. In 1993 won Eriksson 3 toernooien op de Challenge Tour. Mede hierdoor werd hij in 1993 winnaar van de ranking op de Challenge Tour. Zo verdiende hij zijn tourkaart voor de Europese PGA Tour waar hij actief was van 1994 tot 1998. In 1995 kreeg hij een polsblessure en problemen met zijn rug. Ook ging hij 'andersom' putten, met zijn linkerhand onder zijn rechterhand.
Na enkele seizoenen op de Challenge Tour met onder andere winst op Finse Challenge in 2001, speelde Eriksson van 2002 tot 2005 opnieuw op de Europese PGA Tour. Hij behaalt enkele mooie resultaten met onder andere in 2004 een 3e plaats op het Portugees Open en in 2006 en 2007 werd hij 10e op het Open de Saint-Omer. Nadien bleef Eriksson actief op de Challenge Tour, met uitzondering van de Europese PGA Tour 2009. In 2008 was Eriksson nog de beste op de Trophée du Golf Club de Genève

### Overwinningen
| Jaar | Toernooi                       | Tour           |
| ---- | ------------------------------ | -------------- |
| 1993 | Club Med Open                  | Challenge Tour |
| 1993 | Bank Austria Open              | Challenge Tour |
| 1993 | Challenge Novotel              | Challenge Tour |
| 2001 | Finse Challenge                | Challenge Tour |
| 2008 | Trophée du Golf Club de Genève | Challenge Tour |

### Resultaten op deMajors
| Major                 | 1991 | 1992 | 1993 | 1994 | 1995 | 1996 | 1997 | 1998 | 1999 | 2000 | 2001 | 2002 | 2003 | 2004 | 2005 | 2006 | 2007 | 2008 | 2009 | 2010 | 2011 | 2012 | 2013 |
| --------------------- | ---- | ---- | ---- | ---- | ---- | ---- | ---- | ---- | ---- | ---- | ---- | ---- | ---- | ---- | ---- | ---- | ---- | ---- | ---- | ---- | ---- | ---- | ---- |
| The Open Championship |      |      |      |      |      | T41  | CUT  |      |      |      |      |      |      | CUT  |      |      |      |      |      |      |      |      |      |

CUT = miste de cut halverwege